# Soho Manufactory
Soho Manufactory var en af de første moderne fabrikker. Den blev opført i Handsworth, som i dag er en bydel i Birmingham, mellem 1762 og 1765 af fabrikanten Matthew Boulton og hans partner John Fothergill. Den fungerede frem til 1842. Fabrikken blev på den ene side berømt,. fordi den som noget nyt konsekvent benyttede maskiner ved fremstilling af varer, på den anden side fordi den samtidig var et forbillede for bedre arbejdsbetingelser. Boulton byggede huse til sine arbejdere på området, holdt værkstederne rene, lyse og luftige, forhindrede børnearbejde (efter datidens målestok) og indførte en solidarisk ulykkesforsikring.

## Fabrikkens historie
Inden bygningen af Soho Manufactory drev Boulton allerede en fabrikation af kunsthåndværk, fortrinsvis knapper, spænder, snustobaksdåser og lignende. Den var organiseret som de fleste fabrikationer på daværende tidspunkt: de enkelte arbejdsfunktioner blev udført i værksteder, som lå i håndværkernes egne huse. De fremstillede dele blev sendt videre til den næste arbejdsfunktion i et andet hjemmeværksted. Da materialerne ofte bestod af sølv eller andre dyre materialer, måtte transporten ledsages af vagter gennem byen. Dette medførte høje omkostninger og stort tidsforbrug ved produktionen. Da der dengang var stort pres fra konkurrenterne i Birmingham, prøvede Boulton at sænke omkostningerne ved at indrette en produktion, hvor al fremstilling foregik indenfor et fabriksområde. Denne ide overtog han fra sin konkurrent John Taylor, som allerede i 1759 havde indrettet et fabriksområde i Birmingham på denne måde.

### Grundlæggelse
For at kunne omlægge sin produktionsmetode havde Boulton behov for et passende område, som han fandt i Handsworth, som var en nordlig forstad til Birmingham. Her lå der en vandmølle ved en mølledam. Til vandmøllen hørte en grund på omkring 4 ha med nogle bygninger samt vandrettigheder, som sikrede driften af møllen. For 1.000 £ anskaffede Boulton sig en lejekontrakt på 99 år fra de oprindelige forpagtere samt alle bygninger på grunden ved Hookley Brook. Han lod straks bygningerne nedrive. I stedet etablerede han en lergrav, byggede et teglværk og byggede sit nye værksted, boliger til arbejderne og en ny vandmølle af teglstenene.
I løbet af 1761 viste det sig, at der var behov for yderligere kapital og en leder af byggeriet på stedet. Derfor blev erhvervsmanden John Fothergill inddraget som partner. Fothergill indskød 5.394 £ og 16 shilling i kontanter i partnerskabet, mens Boultons andel af virksomheden udgjorde 6.206 £, 17 shilling og 9 pence i form af penge, materialer, grund og bygninger. Fothergill flyttede ind i det allerede færdigbyggede herskabshus Soho House på området og førte opsyn med byggeriet, mens Boulton forblev på Snow Hill og videreførte forretningen derfra.
Mellem 1762 og 1764 blev hovedparten af værkstederne, arbejderboligerne og maskinhallerne oprettet på området. Alle bygninger var lyse og velventilerede. Senere sørgede Boulton regelmæssigt for, at fabrikhallerne blev holdt rene og nykalkede. Det var hans mål at skabe et sundt og behageligt arbejdsmiljø. Han fulgte dermed bevidst Jean-Jacques Rousseaus forestillinger om en menneskeværdig tilværelse og fremstillede også i offentligheden sin fabrik på den måde. Dette førte til stor opmærksomhed i offentligheden og hos højtrangerende besøgende, som ville se, hvordan virksomheden fungerede. Denne opmærksomhed gjorde det lettere for Boulton at drive forretning, især på eksportmarkedet.
Hovedbygningen, som blev symbol på fabrikken, blev først bygget i 1764. Det drejede sig om en treetagers bygning med en central to-etager høj gennemkørsel ind til en indre gård samt et ottekantet tårnur. Facaden var udført i italiensk renæssancestil efter forlæg fra Andrea Palladio. I de to nederste etager blev der indrettet maskinhaller, værksteder og atelierer. I den øverste etage var der lejligheder til ledende ansatte. To lavere fløjbygninger, som omkransede den indre gård, rummede ligeledes værksteder. I værkstederne i den centrale bygning blev der opstillet et stort antal maskiner, som så vidt muligt overtog det tunge arbejde fra arbejderne og samtidig skulle sikre en konstant høj produktkvalitet. Placeringen af værksteder og maskiner gjorde det for første gang muligt at have en produktionslinje, som det er normalt i fabrikker i dag. Omkostningerne ved hovedbygningen steg fra oprindelig 2.000 £ under planlægningen, hvilket allerede var en usædvanlig høj pris for en fabriksbygning – til 10.000 £ da den var færdig. Disse penge blev lånt fra Jacob Tonson, en forlægger i London.
Da fabrikken blev åbnet i 1765 boede der efter Fothergills angivelser 400 arbejdere med deres familier, mens der ifølge Boulton var beskæftiget  700 arbejdere. Boultons tal er på dette punkt mindre troværdige end Fothergills, da havde lagde stor vægt på at vise et godt billede overfor offentigheden, så formentlig overdrev han de faktiske tal.

### Produktion og udvidelser
I begyndelsen blev der på Sohofabrikken fremstillet de samme varer som på Snow Hill – smykker, kanpper, dåser, sværddupper osv. Princippet om en højere kvalitet og lavere omkostninger ved brug af maskiner slog hurtigt igennem. På grund af anlæggets nye muligheder kunne Boulton hurtigt udvide sit sortiment. Udover udvikling og brug af forsølvning blev der også fremstillet kopier af antikke vaser, hvilket var højeste mode, medaljoner i forskellige materialer blev skabt i eget atelier. Til de i modeprodukterne anvendte materialer hørte sorte jordarter, som var specielt egnede til kopiering af klassiske vaser. Boultons største – og mere succesrige – konkurrent på dette område var Boultons ven Josiah Wedgwood, som i 1769 åbnede sin egen fabriksby ved navn Etruria til sin keramik. Wedgewood og Boulton arbejdede imidlertid sammen idet  Wedgewood sendte mindre stykker fra Etruria til Soho for at få dem lavet i metal. Også finmekaniske værker, såsom typen philosophical clocks – Uure, som viste stjernetegn og planetpositioner, der var udviklet af den berømte urmager John Whitehurst – blev fremstillet på Sohofabrikken.
Fra 1767 begyndte Boulton at overveje at udstyre fabrikken med dampmaskiner, som skulle supplere det vandkraftdrevne valseværk og mekanisere tungt arbejde. I første omgang forkastede Boulton imidlertid den første økonomiske højtryks-dampmaskine, fordi den med de dengang anvendte materialer var særdeles usikker og til tider sprang i luften. Først da Boulton fik kendskab til en lavtryksmaskine, som var udtænkt af James Watt, kom der gang i planerne. Af juridiske årsager begyndte den konkrete omstilling imidlertid først i 1772.
Mangelen på skillemønt i det førindustrielle Storbritannien og fremskridtet indenfor fremstilling af dampmaskiner fik Boulton til at udvikle nye møntprægemaskiner og derpå til grundlæggelse af det første maskinelt drevne møntværk – Soho Mint, som han opførte i 1778 på fabriksområdet ved Soho Manufactory. Den blev snart en stor succes, fordi den på kort tid kunne producere store mængder mønter af ensartet kvalitet, som var vanskelige at forfalske. Særlige kendetegn i den forbindelse var de lave produktionsomkostninger på mønterne gennem den konsekvente anvendelse af maskiner og automatiske forløb, som for første gang gjorde det muligt at massefremstille mønter med lav pålydende værdi. Soho Mint er dermed et paradeeksempel på anvendelsen af maskiner til massefremstilling af varer i den tidlige del af den industrielle revolution.
Da der i 1795 var penge til rådighed til at starte egen dampmaskinefremstilling, viste det sig, at pladsen på området ved Soho Manufactory ikke var tilstrækkelig til også at rumme et støberi. Derfor opstod der knap en kilometer længere vestpå ved bygrænsen til Smethwick yderligere et fabrikskompleks, som kom til at hedde Soho Foundry, og hvor virksomheden Boulton & Watt med held opbyggede egen produktion af dampmaskiner.

### Boultons efterfølger og enden på Sohofabrikken
Efter at Fothergill var trådt ud af kompagniskabet i 1771 og Boultons pensioneering i 1800, overgik virksomheden til sønnerne af Matthew Boulton og James Watt. De indskrænkede virksomhedens sociale ydelser kraftigt, da den altid havde haft problemer med at tjene penge, og senere blev de helt afskaffet. Rundvisningerne, som Boulton havde startet, og som betød, at produkterne blev mere populære, blev indstillet. Der blev ikke længere gennemført væsentlige fornyelser. Efter at begge sønner var døde, blev Soho Manufactory lukket i 1842.
Mellem 1848 og 1863 blev bygningerne revet ned – bortset fra Soho House, som i dag er indrettet som museum. På området blev der bygget nye huse og fabrikshaller. Under tre dages udgravninger i april 1996 i forbindelse med TV serien Time Team kom der fundamentet frem i lyset, som gør det muligt at rekonstruere nogle af bygningerne på området.

## Effekt på samfund og fabrikation
Soho Manufactory anses for den første konsekvente og vellykkede anvendelse af principperne for masseproduktion: mekanisering af arbejdsgangene, produktionslinjer og koncentration af produktionsaktiviteterne på et dertil indrettet fabriksområde afløste den indtil da almindelige hjemmefremstilling, hvor hele familier udførte enkelte funktioner ved håndarbejde. Ved at placere arbejdet på et bestemt sted kunne maskiner på den ene side erstatte tunge opgaver og på den anden side sikre en ensartet højere præcision i arbejdet. Herved sank produktionsomkostningerne samtidig med, at kvaliteten af varerne blev bedre. 
Boultons fremvisninger af fabrikshallerne, som han også gennemførte for højtrangerende politikere og lærde fra hele verden (f.eks. Benjamin Franklin 1771, Georg Christoph Lichtenberg 1775 og Lord Nelson 1801) spredte kendskabet til den nye produktionsform hurtigt i alle gryende industrinationer og blev omgående kopieret.
De sociale fremskridt, som blev opnået i fabrikken – menneskelige arbejdsbetingelser, intet børnearbejde, solidarisk ulykkesforsikring – slog derimod ikke igennem. De blev allerede opgivet af grundlæggernes efterfølgere, og først fra omkring 1850 begyndte de langsomt at blive indført i de industrialiserede lande.